# 2007年世界聽障游泳錦標賽
2007年世界聽障游泳錦標賽（英語：2007 World Deaf Swimming Championships）是由台北市政府與中華民國聽障者體育運動總會聯合主辦，2009年聽障奧運籌委會基金會承辦的競賽，於2007年8月12日－8月16日在國立體育學院游泳池舉行，參賽者以聽障游泳選手為主，且因為台北市將在2009年舉辦台北聽障奧運的關係，而被視為一項前哨戰，更成為國際「聾人文化」交流的一項重要指標。
這項比賽是台灣舉辦世界級比賽以來，第一次承辦聽障運動相關的競賽，也是國際聽障運動總會（International Committee of Sports for the Deaf，簡稱ICSD）停辦12年之後，再度恢復的比賽。本次比賽誕生了部分新的紀錄，被認為是台灣成功宣傳國際「聾人文化」的一項重要創舉。

## 獎牌榜
1. 原定應為38組銅牌，但因為第二日比賽中，男子50公尺蝶式決賽出現並列第三的狀況（參見本頁面資訊[]），因此多出一組。
2. 本列表僅列出有獲得獎牌之隊伍名單，完整資料請見官方統計表[]。

| 排名 | 參賽隊伍 | 金牌 | 銀牌 | 銅牌  | 總數 |
| ---- | -------- | ---- | ---- | ----- | ---- |
| 1    | 乌克兰   | 12   | 6    | 4     | 22   |
| 2    | 俄羅斯   | 7    | 6    | 7     | 20   |
| 3    | 德国     | 6    | 7    | 4     | 17   |
| 4    | 白俄羅斯 | 5    | 4    | 5     | 14   |
| 5    | 瑞典     | 2    | 5    | 1     | 8    |
| 6    | 美国     | 2    | 1    | 2     | 5    |
| 6    | 爱尔兰   | 2    | 1    | 2     | 5    |
| 8    | 中華臺北 | 1    | 1    | 1     | 3    |
| 8    | 比利时   | 1    | 1    | 1     | 3    |
| 10   | 日本     | 0    | 2    | 3     | 5    |
| 11   | 波蘭     | 0    | 2    | 1     | 3    |
| 12   | 英国     | 0    | 1    | 4     | 5    |
| 13   | 南非     | 0    | 1    | 4     | 5    |
| 總計 | 總計     | 38   | 38   | 39註1 | 115  |

## 籌辦過程

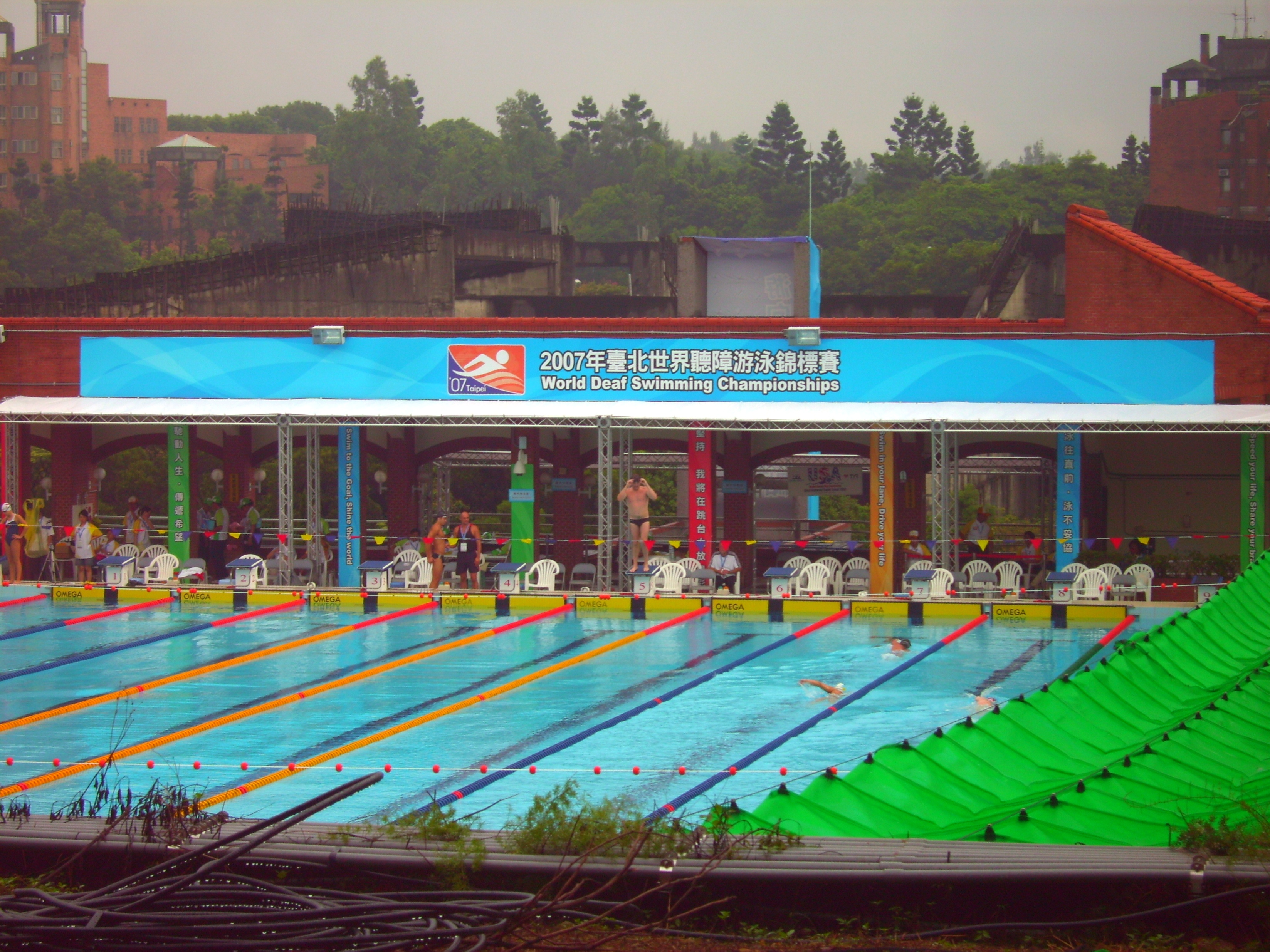
場館的比賽品質，對於賽會的進行極為重要。

在2003年，台北市獲得2009年聽障奧運的主辦權之後，籌備會在2005年3月，和聽障奧運籌備工作进展的同时，決議再度爭取2007年世界聽障游泳錦標賽的主辦權，希望藉承办此項比賽，讓ICSD了解主辦城市台北市的籌備進度。
在台北市獲得2007年世界听障游泳锦标赛的主辦權後，ICSD游泳技術委員瑞得·賈許溫（Reed Gershwind）于2006年8月15日，前往台北市的聽障奧運比賽地點，與相關單位召開籌備相關會議與簡報，驗收籌備成果。

## 大會標誌與吉祥物

大會吉祥物

資料來源：官方網站說明
大會標誌的世界地圖背景，代表該項比賽為世界級賽事，曲線則代表游泳選手的體態；在配色上，橘色代表選手勇於突破的精神，藍色則象徵海洋的蔚藍；而標誌左上方線條，則是選手追求速度的目標，右下方的波浪，代表比賽競爭的激烈。
比賽吉祥物則選定台灣定棲型鯨豚「中華白海豚」，起因是台灣在地形上四面環海，加上白海豚的固定棲息，代表效忠台灣的一種象徵，該吉祥物布偶僅提供給大會貴賓、媒體群、各項目奪牌選手。

## 大會行程表
- 資料來源：官方活動行程表PDF、大會競賽規章[]、大會逐日成績表[]
- 本表格僅顯示重點行程，完整資訊請參閱官方提供之檔案。

| ◎：開幕典禮 | ※：歡迎餐會                                               | ⊕：技術會議                                               | ＊：閉幕晚會                                              |
| ◇：交流晚宴 | Dn（Hn／Fn）：第n比賽日（僅進行預賽則為Hn，決賽則為Fn）。 | Dn（Hn／Fn）：第n比賽日（僅進行預賽則為Hn，決賽則為Fn）。 | Dn（Hn／Fn）：第n比賽日（僅進行預賽則為Hn，決賽則為Fn）。 |

| 2008年8月      | 9日 | 10日 | 11日  | 12日 | 13日 | 14日 | 15日 | 16日  | 17日 | 18日 |
| -------------- | --- | ---- | ----- | ---- | ---- | ---- | ---- | ----- | ---- | ---- |
| 各國代表隊來台 | ★   | ★    |       |      |      |      |      |       |      |      |
| 賽前記者會     |     | ★    |       |      |      |      |      |       |      |      |
| 開幕日         |     |      | ◎ ※ ⊕ |      |      |      |      |       |      |      |
| 比賽日         |     |      |       | D1 ◇ | D2   | D3   | D4   | D5 ＊ |      |      |
| 文化參訪日     |     |      |       |      |      |      |      |       | ★    |      |
| 各國代表隊離台 |     |      |       |      |      |      |      |       |      | ★    |

### 比賽項目與時程
1. 因為第三比賽日的下午遇上天候問題，頒獎典禮移往第四比賽日進行[3]。
2. 800公尺只進行女子組的比賽，1500公尺只進行男子組的比賽。

| 項目   | 50公尺 | 100公尺 | 200公尺 | 400公尺 | 800公尺註2 | 1500公尺註2 | 4x100公尺接力 | 4x200公尺接力 |
| ------ | ------ | ------- | ------- | ------- | ---------- | ----------- | ------------- | ------------- |
| 自由式 | D1     | D4      | D3註1   | D5      | H2 F3註1   | H2 F3註1    | D5            | D1            |
| 蝶式   | D2     | D5      | D1      |         |            |             |               |               |
| 蛙式   | D3註1  | D1      | D4      |         |            |             |               |               |
| 仰式   | D4     | D2      | D5      |         |            |             |               |               |
| 混合式 |        |         | D4      | D2      |            |             | D3註1         |               |

## 競賽重點規定

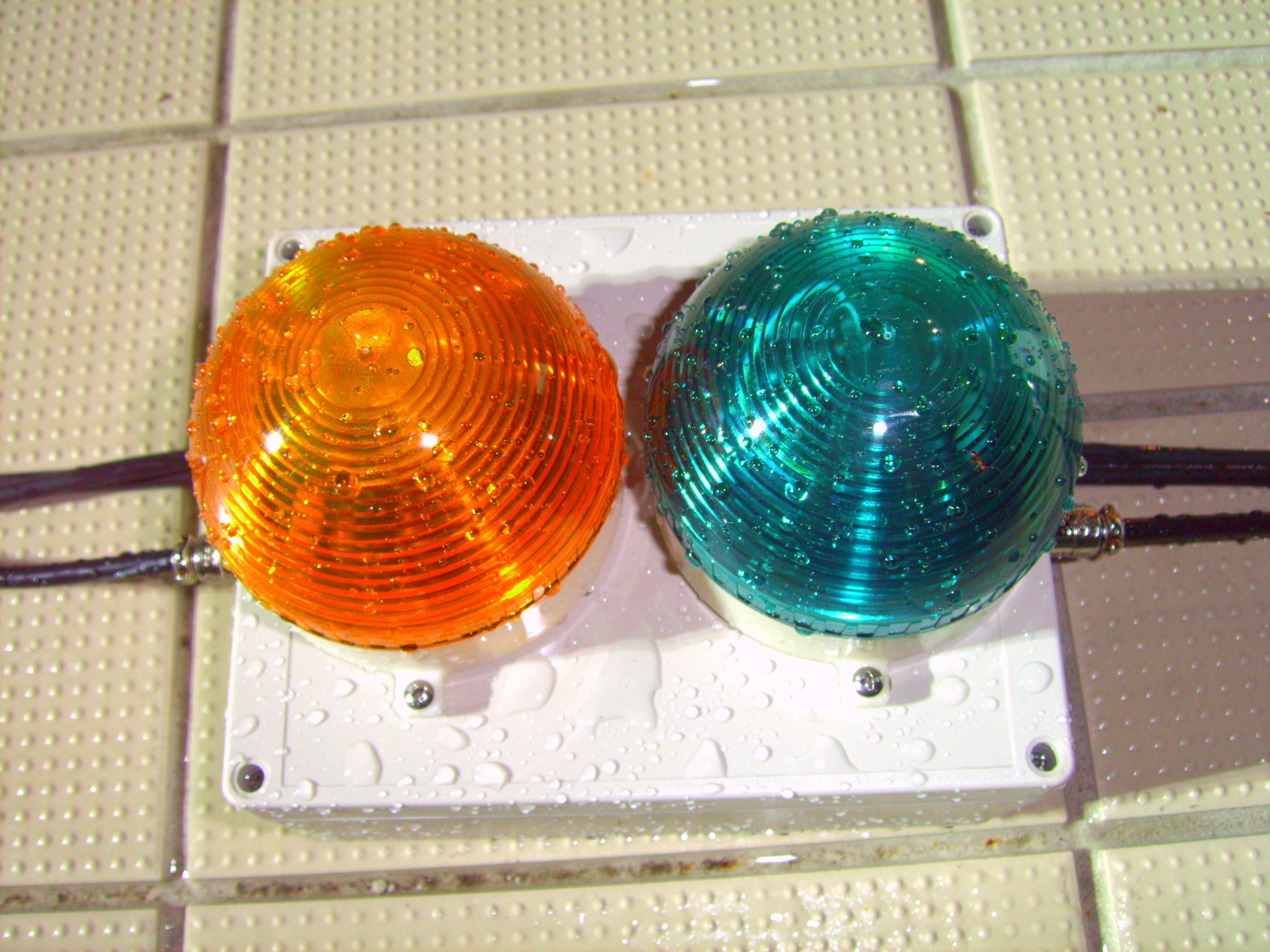
聽障游泳比賽的指示燈，綠色燈閃起才能出發。

註：本章節僅摘錄部分重點規定，完整內容詳見官方網站提供的資訊。
- 委員會包含申訴與技術兩部分，皆由下列官方指定人員所組成，包含：
  - 賈許溫（Reed Gershwind，國際聽障運動總會游泳技術委員）
  - 許玉雲（中華民國游泳協會秘書長）
  - 許東雄（中華民國游泳協會國家級裁判）
  - 陳鴻雁（行政院體育委員會競技運動處）
- 競賽項目：請參閱比賽分配一節的說明。
- 競賽正式規則：
  - 團體比賽中，接力棒次可在預賽、決賽間進行更動，但參賽國所遞交之選手名單必須前後一致。
  - 報名人數未達一定額度時，決賽僅進行一組，長距離（1500公尺與800公尺）比賽不在此限。
  - 參賽選手在比賽中不得使用助聽器進行比賽，出發時必須依照大會的指示燈進行出發。
  - 除了國際游泳總會（FINA）應有的競賽、衣著、技術等規定，包括參賽資格、申訴審理、行政組織等，皆由國際聽障運動總會負責。

## 開幕式

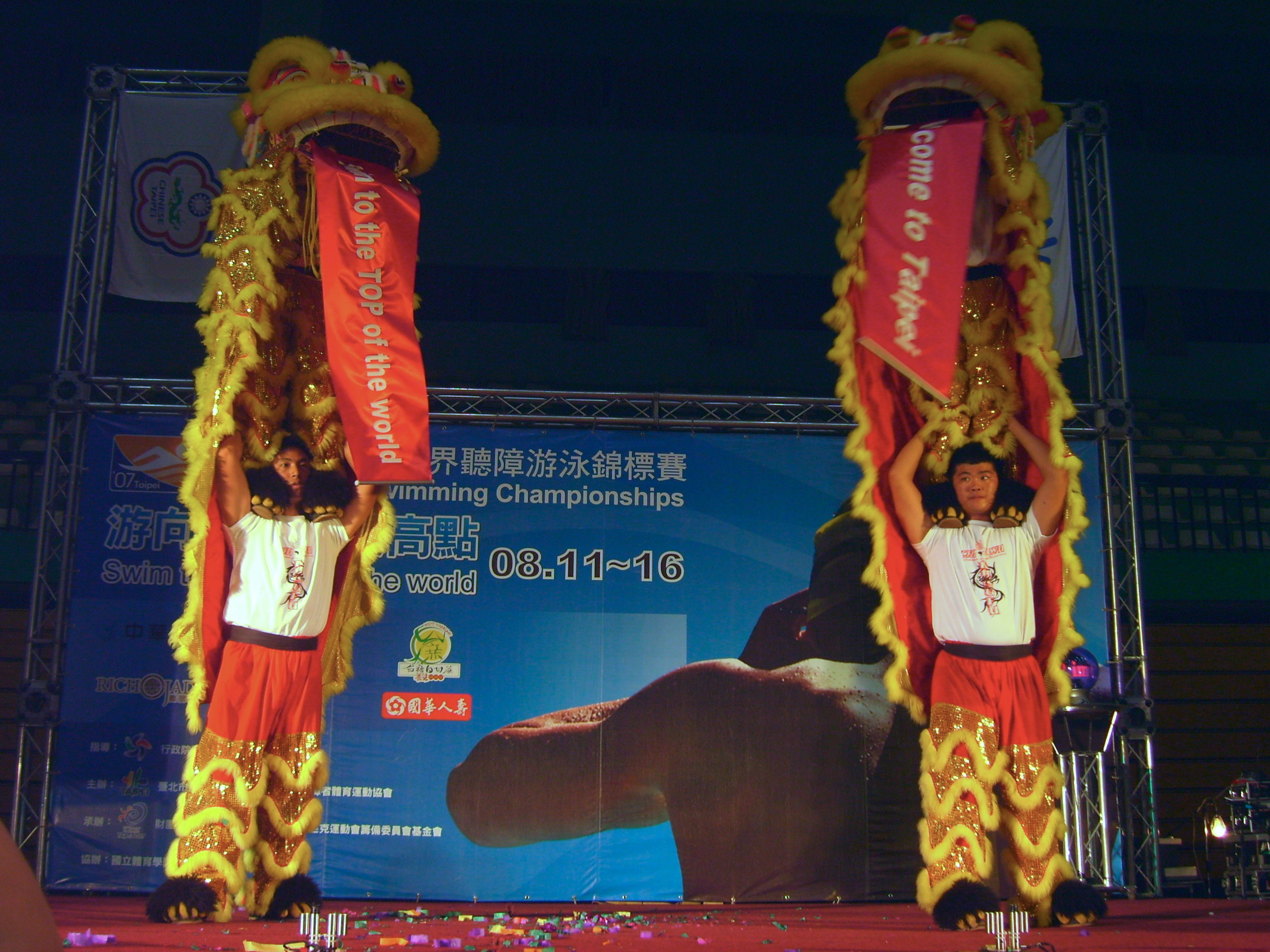
舞獅團揭開歡迎標語

開幕日（8月11日）的系列活動，主辦單位是選在台北市立體育館（台灣當地俗稱「紅館」）進行。首先是以自助餐形式進行的歡迎餐會，之後是選手入場儀式與開幕典禮。
參賽選手入場是依照澳大利亞、奧地利、白俄羅斯、比利時、愛沙尼亞、德國、英國、希臘、愛爾蘭、義大利、日本、拉脫維亞、荷蘭、巴基斯坦、波蘭、俄羅斯、斯洛伐克、斯洛維尼亞、南非、斯里蘭卡、瑞典、烏克蘭、美國的英文字母開頭順序進場，接著才是主辦國中華台北，而ICSD的會旗則是在最後才進場。
入場儀式完畢後，主辦單位就安排「競技啦啦隊」、「旗開得勝」、「鼓陣舞獅」的三項表演。在「鼓陣舞獅」的表演進行前，主辦單位邀請中華聽障運動協會理事長陳志和、台北市長郝龍斌、台北聽障奧運籌委會基金會董事長趙玉平、行政院體育委員會全民體育處彭台臨處長進行啟動儀式，接著在最後一項的「鼓陣舞獅」表演中，舞獅團也將寫上「Welcome to Taipei（歡迎來到台北）」與「Swim to the TOP of the World（游向世界最高點）」的對聯標語給揭開。

## 賽事焦點
註：開幕式並非比賽日的第一天。

### 第一日（8月12日）

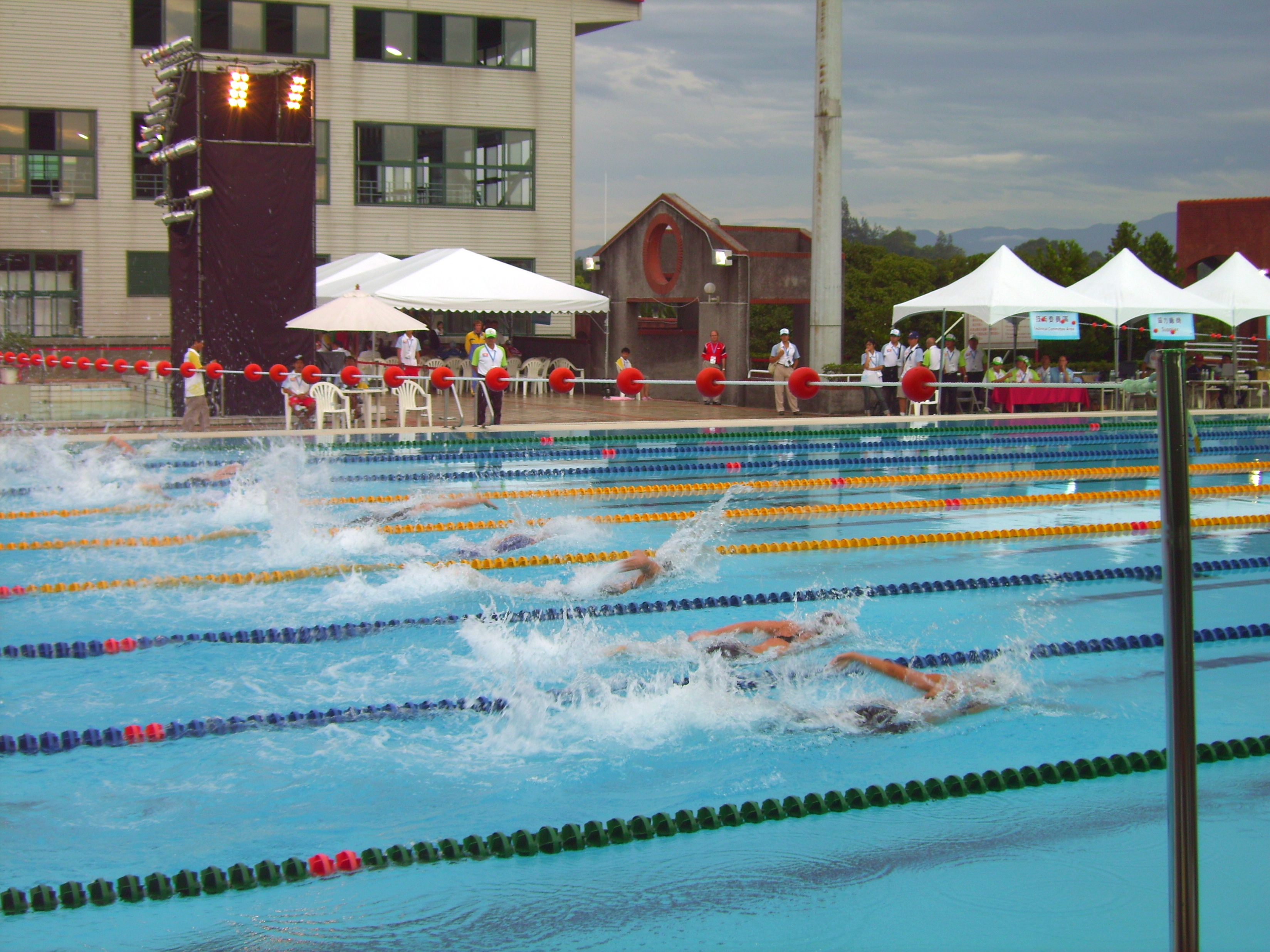
第一項新紀錄，是在女子50公尺自由式的比賽中誕生

正式比賽的開始，則是在國立體育學院游泳池進行，然而，在某些組別沒有到達預賽門檻的情況下，團體的接力賽與男子200公尺蝶式項目，就因為參賽者數量過少的關係，調整至決賽進行，且因為天候的因素，一度影響到比賽的進度。
而女子50公尺自由式的比賽，則成為大會第一個刷新紀錄的項目。烏克蘭選手里特維寧科（Ganna Lytvnenko）就以27秒06的成績，刷新世界紀錄，與原紀錄僅差0.01秒。
在當日比賽結束後，台北市長郝龍斌也邀請各國領隊在台北皇冠飯店桂花廳進行會餐，並進行文化交流，而奧地利則在餐會中，致贈下屆比賽的錦旗與紀念衫給郝龍斌。

### 第二日（8月13日）

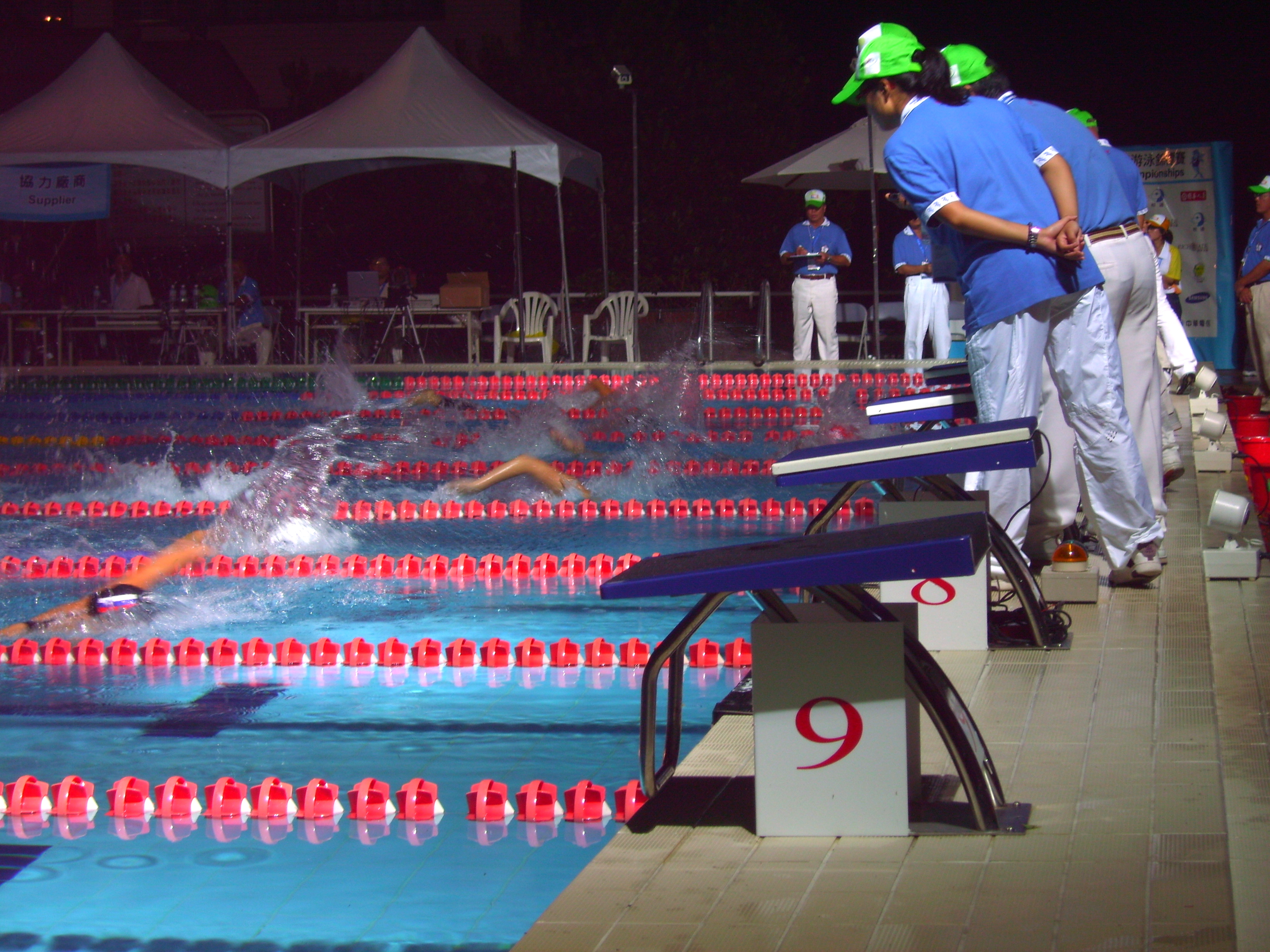
女子50公尺自由式的決賽附加賽。

雖然在這天並無新紀錄的誕生，但在決賽時段，就首度出現必須以附加賽來決勝負的情況。
在男子50公尺蝶式的比賽中，白俄羅斯的塔拉諾（Andrei Taranau）與日本的早川友二先是在上午的預賽雙雙晉級決賽圈，但因為成績都是27秒78且並列第九，必須要以加賽來決定水道順位，而這項加賽，並不會影響到原先的晉級資格。
另外，在正式比賽結束後，主辦單位突然宣布進行女子50公尺自由式的加賽，起因是破紀錄當日，遭到同組其他選手的抗議，但是，這場加賽，並未影響到前一日決定的勝負。

### 第三日（8月14日）

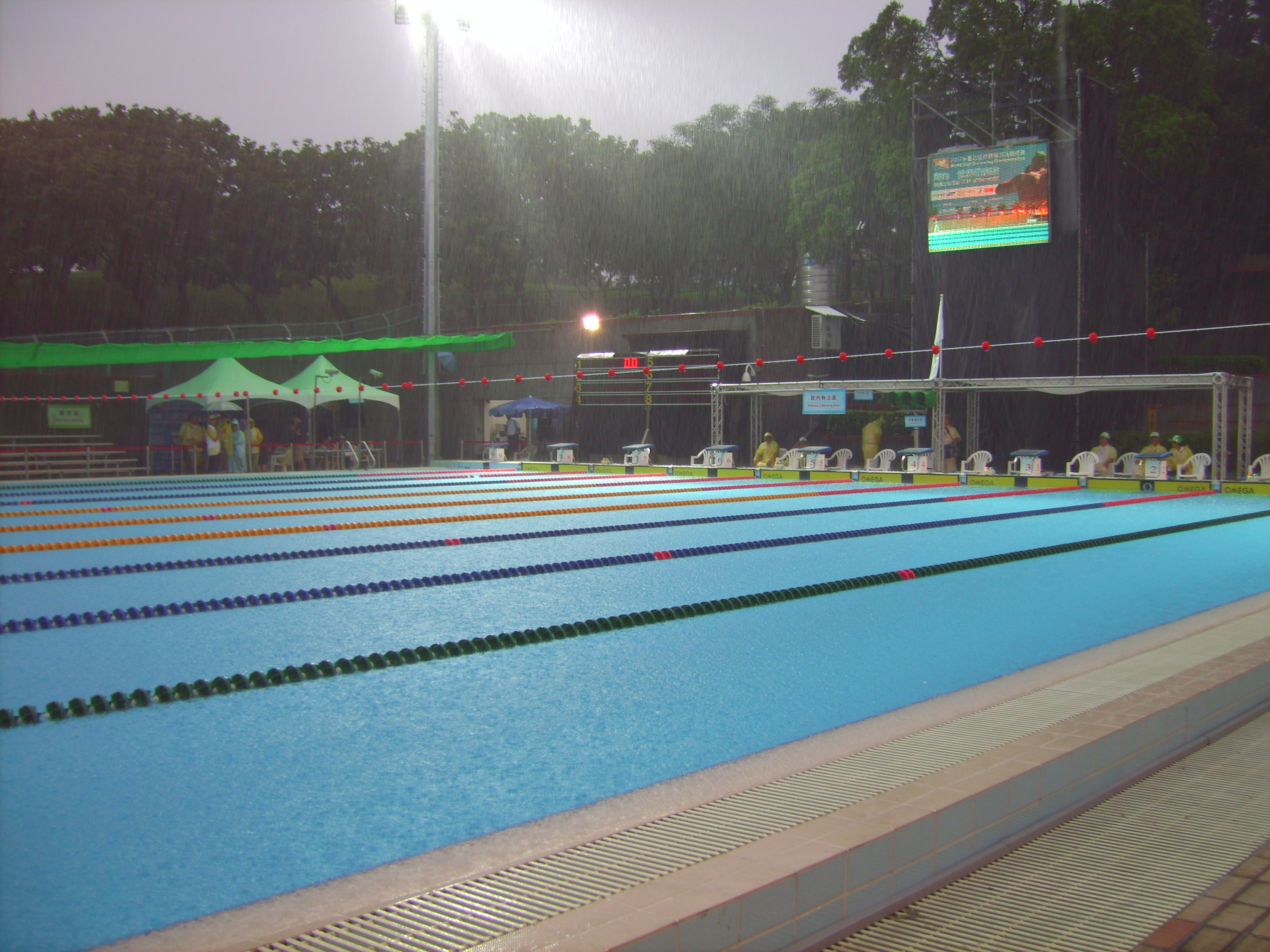
決賽時間的豪大雨，打亂所有行程。

因應部分參賽隊伍的請求，主辦單位把決賽時間挪到下午四點提前舉行。
首先，白俄羅斯的狄瓦（Natalia Deeva）在女子50公尺蝶式的預賽及決賽中，皆刷新世界紀錄，隨後，在女子4x100公尺混合式接力賽中，也和她的另外三個隊友一同締造新世界紀錄並封后，進而創下「單一選手，在同一比賽日的不同時段，破三項紀錄」的創舉。
但是在下午的決賽時段，因為西南氣流影響，大雨持續不斷，雖然晚上的雨勢稍為減緩，部分決賽項目也順利進行完畢，但為了顧及參賽選手的安全，主辦單位只好把頒獎典禮延到隔日的預賽結束後進行。

### 第四日（8月15日）

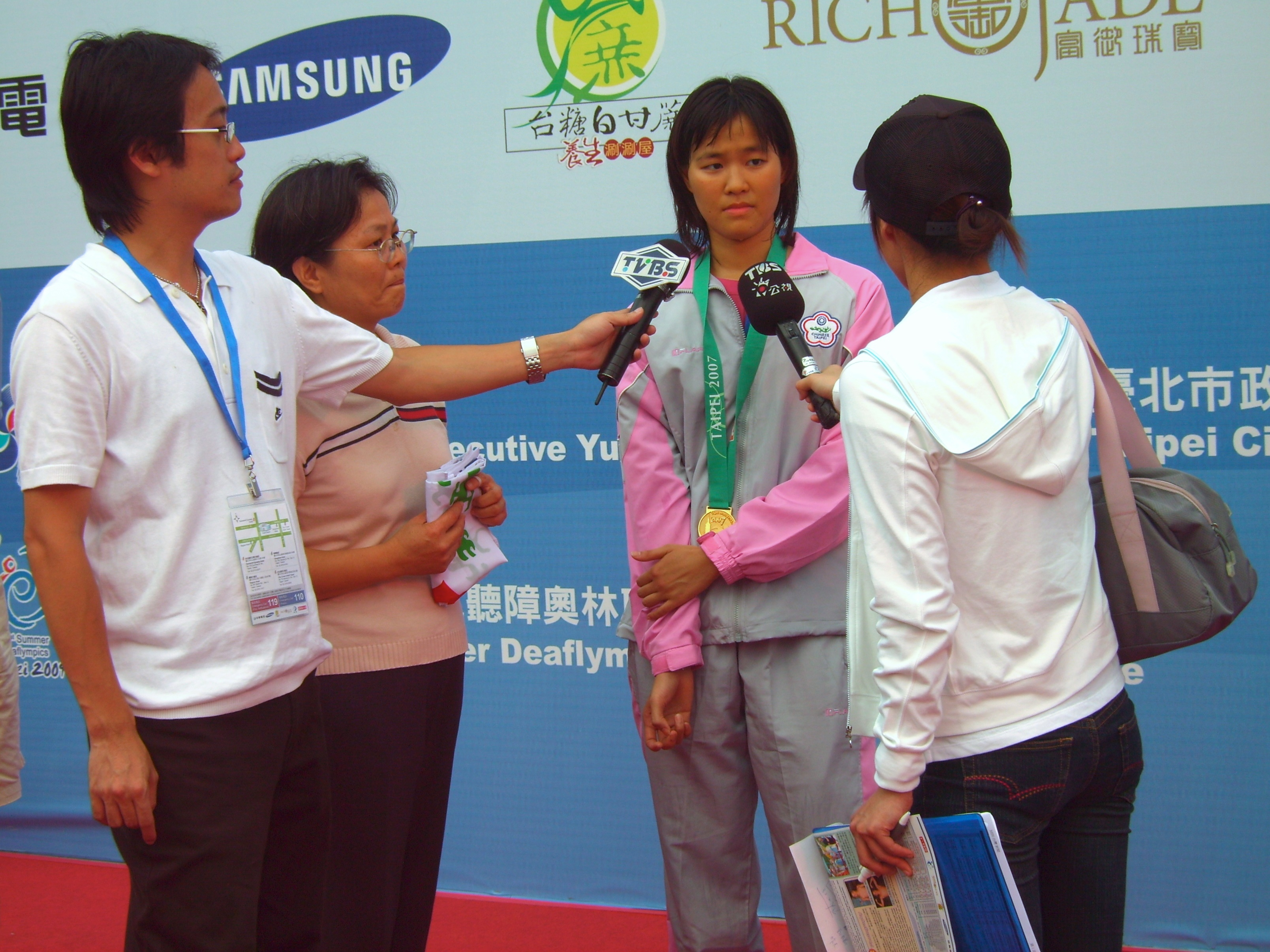
曾紓寧接受媒體採訪。

「前兩名雙破世界紀錄」，首度在女子50公尺自由式比賽中出現。
地主選手曾紓寧先是在預賽中晉級，但是，瑞典姐妹花─安妠·波勒瓦裘克（Anna Polivanchuk）與艾莉絲安卓拉·波勒瓦裘克（Alexandra Polivanchuk）都是頭號勁敵，因為預賽時，安妠與曾紓寧的時間差距，僅有0.21秒的差距，競爭更顯激烈，雖然曾紓寧是以0.01秒差擊敗安妠，但是她與第二名的安妠都雙雙打破原來32秒31的世界紀錄。
而另外一項刷新紀錄的比賽，則是女子100公尺自由式的決賽，而破紀錄者，則是在第一天就刷新50公尺自由式女子新紀錄的里特維寧科（Ganna Lytvnenko），成績為58秒05。

### 第五日（8月16日）

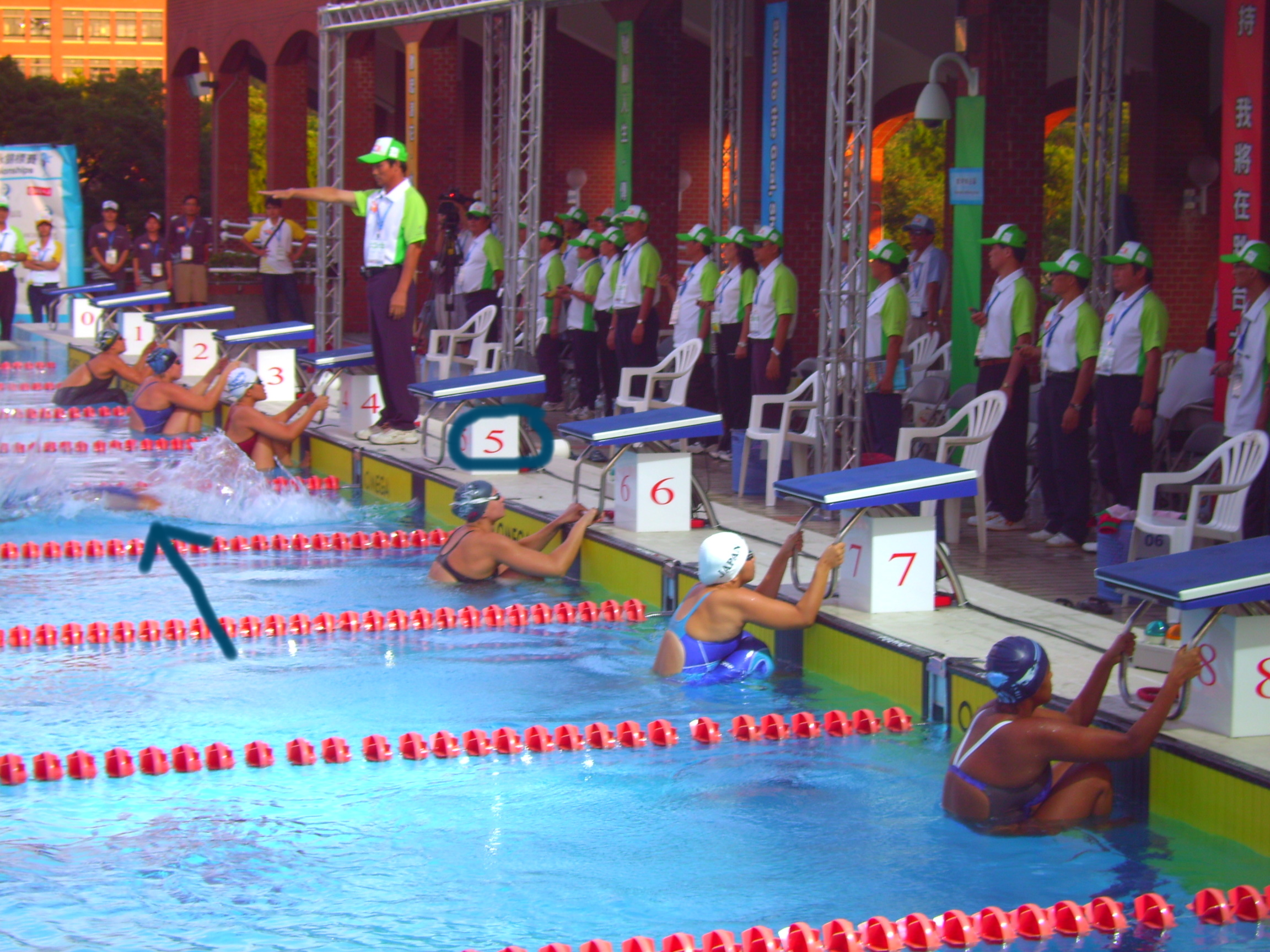
女子200公尺仰式決賽的犯規，引起現場觀眾一陣譁然。

以往在第三日預賽中才看得到的起跳犯規，在下午的決賽時段也相繼出現。男子400公尺自由式與女子200公尺仰式的決賽中，共有四位選手因為起跳的犯規而取消資格，分別是俄羅斯的特斯金（Ilya Trishkin）、白俄羅斯的魯斯科（Maryia Rudzko）、安妠·波勒瓦裘克與日本的高岸里佳，當中以女子200公尺仰式決賽的吹判爭議最為嚴重，因為在取消三位犯規選手的參賽資格後，就只剩下四人能夠角逐該組的金牌。
而當日唯一刷新世界紀錄的項目，則是女子4x100公尺自由式接力的比賽中，由俄羅斯國家隊以4分04秒72的成績所締造。

## 閉幕晚宴

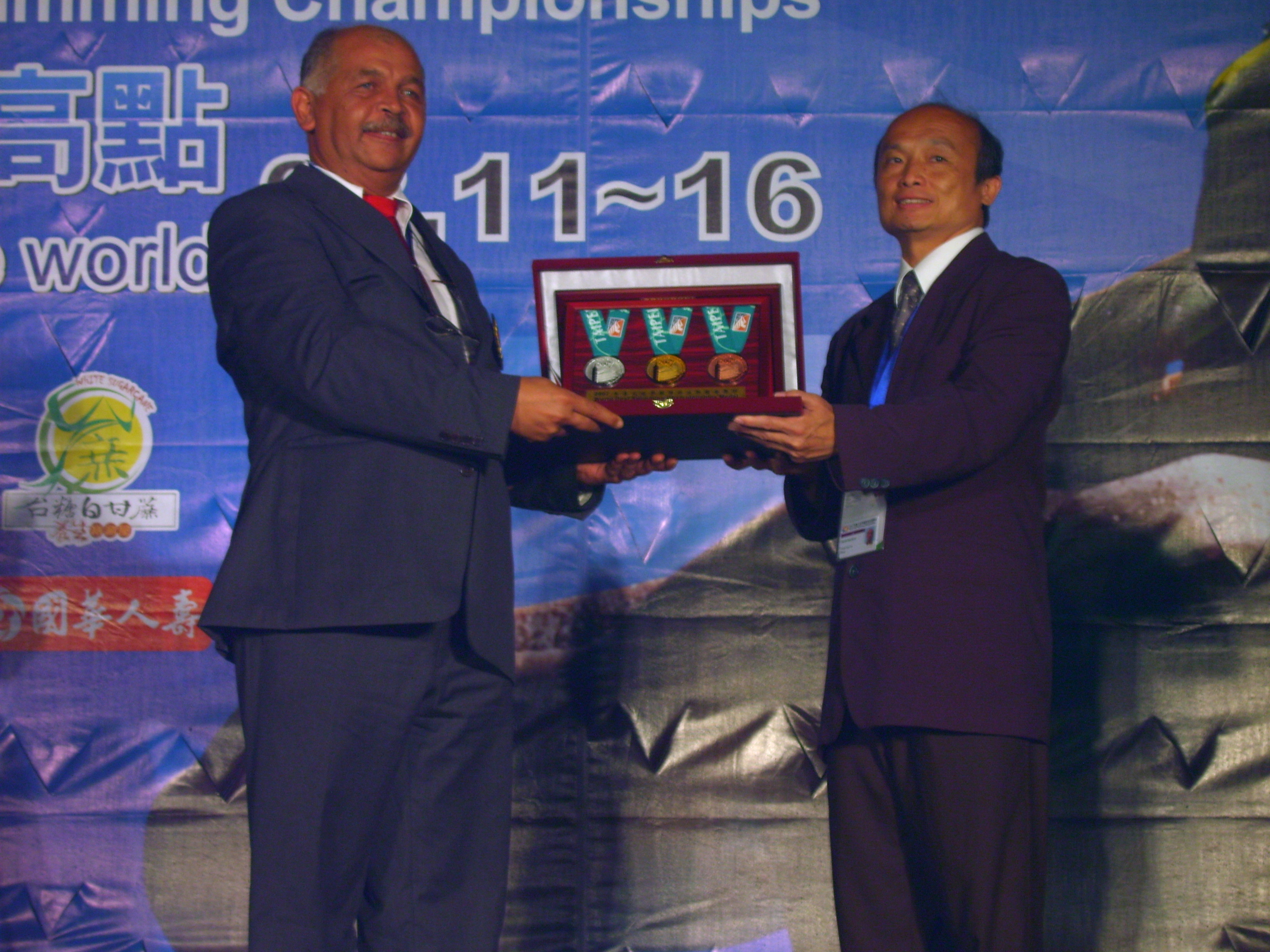
獎牌頒贈儀式

因為最終比賽日的一場大雨，除了部分獎項的頒獎必須在練習池內進行以外，閉幕典禮的程序也被迫延後一小時進行。
在正式典禮之前，主辦單位就邀請貴賓與參賽者為ICSD的會旗進行見證，台北市長郝龍斌、ICSD技術委員賈許溫、中華民國聽障者協會理事長陳志和等貴賓，皆相互致贈紀念獎牌。
郝龍斌在閉幕致詞中，讚賞參賽選手的競賽精神，及鼓勵各國在未來能參與2009年台北聽障奧運，並致贈感謝狀給所有參賽隊伍；而陳志和則是以手語的方式，表達對主辦單位的感謝與配合。

## 活動花絮

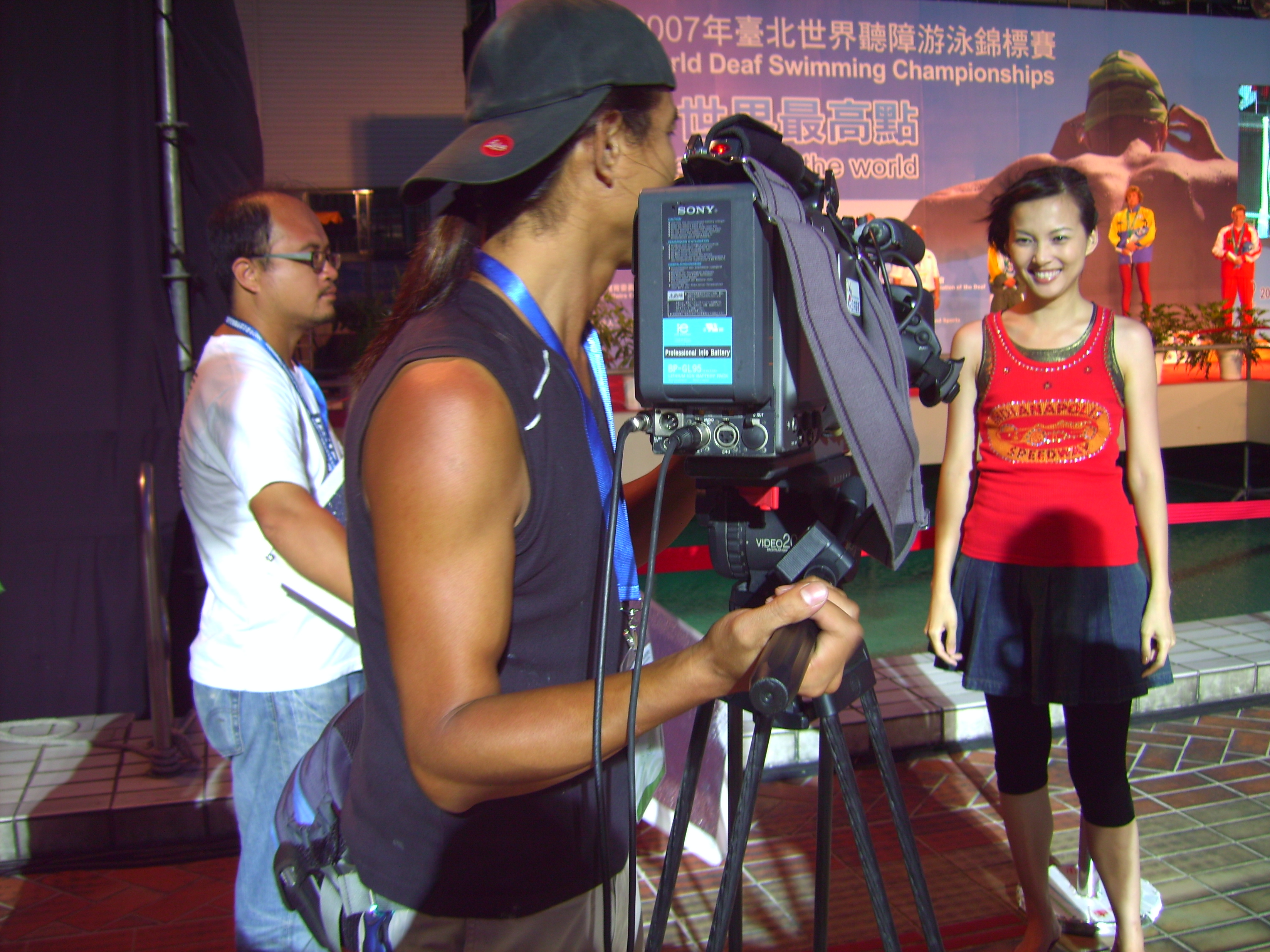
公共電視台《手語資訊站》的現場錄影，最右邊者為主持人王曉書。

- 2007年7月10日，中華台北聽障游泳代表隊在新竹縣立游泳館展開密集培訓[18]，並且在7月11日，於台北市立育成高中游泳池，與台北市長郝龍斌體驗了一場屬於聽障世界的游泳接力，並接受媒體訪問[19]。
- 開幕日當天，大會籌備委員會執行長葉公鼎指出，中國代表隊在三週前臨時致函主辦單位，表示無法率團參與比賽，未說明原因，但表示会参加2009年台北聽障奧運。台北市長郝龍斌在開幕完接受媒體採訪時，否认「政治力介入比賽」，并向媒體說明「政治與體育互不相關與干涉」的立場[20]。ICSD對未出席比賽的中國隊選手處以每人20美元的罰款[21][22]。
- 公共電視台手語新聞節目《手語資訊站》製作群，從賽前即大力報導推廣此賽事，並且製作包括場地、選手、志工等一系列的專題報導，並全程報導比賽最新成績。此系列報導將參與本年度的卓新獎國內報導獎。並且，公共電視台在週末的《聽聽看》節目，也在網站中彙整活動的訊息。

## 特殊紀錄

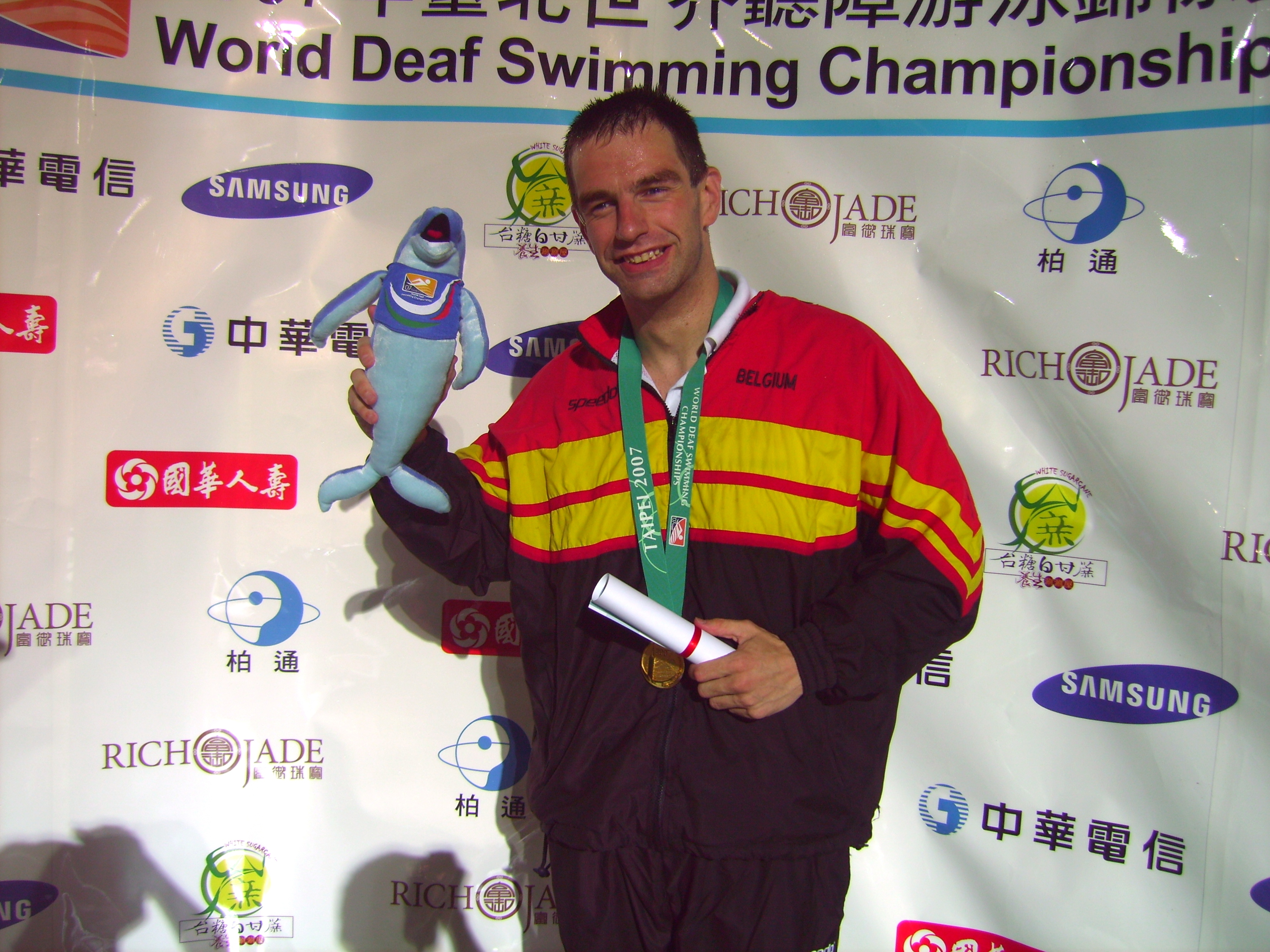
艾德安生（Koen Adriaenssens）是其中一位包辦參賽國所有獎牌的選手。

- 获得獎牌最多的選手：納得查克（Volodymyr Natalchuk， 乌克兰），六金三銀一銅[23]。
- 获得大會第一面金牌的選手：沙辰科（Ekaterina Savchenko， 俄羅斯）。
- 第一项出現新世界紀錄的項目：女子50公尺自由式決賽。
- 同時在預賽與決賽刷新同一項紀錄的選手：狄瓦（Natalia Deeva， 白俄羅斯）。
- 沒有拿到任何獎牌的國家：愛沙尼亞、荷蘭、希臘、斯里蘭卡、斯洛維尼亞、斯洛伐克、澳大利亞、奧地利、義大利、拉脫維亞[23]。
- 唯一沒有出現新世界紀錄的日子：第二比賽日（8月13日）。
- 第一次出現附加賽的日子：第二比賽日（8月13日）。
- 因天候因素導致頒獎延期的比賽日：第三比賽日（8月14日）。
- 犯規場次最多的一日：第五比賽日（8月16日），預賽與決賽各兩組[24]。
- 因未說明不出席理由而遭懲處的國家隊： 中国。
- 一人包辦參賽國所有獎牌的選手：艾德安生（Koen Adriaenssens， 比利时）、曾紓寧（ 中華台北）、艾德絲（Kristin Ates， 美国）。

## 破紀錄一覽
註：所有紀錄皆為「長水道」比賽之世界紀錄。資料來源：官方網站資訊
| 日期    | 項目                    | 選手 | 國籍     | 成績      | 時段 |
| ------- | ----------------------- | --- | -------- | --------- | ---- |
| 8月12日 | 女子50公尺自由式        | 里特維寧科（Ganna Lytvnenko）                                                                                    | 乌克兰   | 27秒06    | 決賽 |
| 8月14日 | 女子50公尺蝶式          | 狄瓦（Natalia Deeva）                                                                                            | 白俄羅斯 | 34秒97    | 預賽 |
| 8月14日 | 女子50公尺蝶式          | 狄瓦（Natalia Deeva）                                                                                            | 白俄羅斯 | 34秒91    | 決賽 |
| 8月14日 | 女子4x100公尺混合式接力 | 魯斯科（Maryia Rudzko） 狄瓦（Natalia Deeva） 亞倫佐娃（Katsiaryna Yeramtsova） 派翠斯漢卡（Aksana Petrushenka） | 白俄羅斯 | 4分38秒00 | 決賽 |
| 8月15日 | 女子50公尺仰式          | 曾紓寧 | 中華臺北 | 32秒23    | 決賽 |
| 8月15日 | 女子50公尺仰式          | 波勒瓦裘克（Anna Polivanchuk）                                                                                   | 瑞典     | 32秒24    | 決賽 |
| 8月15日 | 女子100公尺自由式       | 里特維寧科（Ganna Lytvnenko）                                                                                    | 乌克兰   | 58秒05    | 決賽 |
| 8月16日 | 女子4x100公尺自由式接力 | 古斯科娃（Veronika Gus'kova） 馬魯基納（Luiza Marushkina） 羅莫瓦（Olga Lomova） 費多洛瓦（Olga Fedorova）       | 俄羅斯   | 4分04秒72 | 決賽 |

## 其他資料來源
1. ↑  吳協昌. . 中央通訊社. 2003年3月1日  [2007年8月30日]. （原始内容存档于2009年4月28日）.
2. ↑  蘇嘉祥. . 體育新聞 (民生報). 2006年8月19日: B4  [2007年8月23日]. （原始内容存档于2009年7月26日）.
3. 1 2 3  . 2007年8月14日  [2007年8月23日].[]
4. ↑  李安東. . 中央通訊社. 2007年8月11日  [2007年8月24日]. （原始内容存档于2007年9月29日）.
5. ↑  方旭. . 中央社 CNA. 2007-08-11  [2007-08-24]. （原始内容存档于2012-07-14） –news.yam.com.
6. ↑   (Aspx). 2007年8月11日  [2007年8月25日].[]
7. ↑  郭美瑜. . 中央通訊社. 2007年8月12日  [2007年8月25日]. （原始内容存档于2012年7月14日）.
8. ↑   (Aspx). 2007年8月12日  [2007年8月25日].[]
9. ↑   (Aspx). 2007年8月13日  [2007年8月25日].[]
10. ↑   (Aspx). 2007年8月13日  [2007年8月26日].[]
11. ↑  李安東. . 中央通訊社. 2007年8月14日  [2007年8月26日]. （原始内容存档于2012年7月16日）.
12. ↑  . 維基新聞. 2007年8月14日.
13. ↑   (Aspx). 2007年8月15日  [2007年8月26日].[]
14. ↑  . Deaf World Record.   [2007年8月26日]. （原始内容存档于2007年10月8日）.
15. ↑  李安東. . 中央通訊社. 2007年8月15日  [2007年8月26日]. （原始内容存档于2012年7月11日）.
16. 1 2  李安東. . 中央通訊社. 2007年8月16日  [2007年8月27日]. （原始内容存档于2019年8月21日）.
17. ↑  郭美瑜. . 中央通訊社. 2007年8月16日  [2007年8月27日]. （原始内容存档于2012年7月30日）.
18. ↑  彭芸芳. . 新竹·教育 (聯合報（新竹版）). 2007年7月11日: C1.[]
19. ↑  楊惠琪. . 北市要聞 (聯合報（台北版）). 2007年7月12日: C2.
20. ↑  李御榮; 彭光煦. . TVBS. 2007年8月11日  [2007年8月26日]. （原始内容存档于2007年9月30日）.
21. ↑  方旭. . 中央社 CNA. 2007-08-10  [2007-08-26]. （原始内容存档于2012-07-16） –news.yam.com.
22. ↑  楊惠琪. . 北市要聞 (聯合報（台北版）). 2007年8月11日: C2.
23. 1 2   (Aspx). 2007年8月16日  [2007年8月27日].[]
24. ↑   (Aspx). 2007年8月16日  [2007年8月27日].[]